# Liste von Persönlichkeiten der Stadt Herdecke
Diese Liste von Persönlichkeiten der Stadt Herdecke umfasst die Bürgermeister, Ehrenbürger, Söhne und Töchter sowie weitere Persönlichkeiten mit Bezug zur Stadt.

## Bürgermeister
- 1877–1898: Wilhelm Mellinghaus (1827–1916)

- 1909–1933: Robert Bonnermann
- 1933–1937: Rudolf am Wege (1881–1955) (NSDAP)[1]

- 1946–1952: Josef Severin (SPD)
- 1952–1964: Otto Hellmuth (1886–1972) (SPD)[2]
- 1964–1997: Hugo Knauer (1924–2008) (SPD)
- 1997–2009: Hans-Werner Koch (* 1948) (SPD)
- 2009–heute: Katja Strauss-Köster (* 1970) (parteilos)

## Ehrenbürger

### Ehrenringträger
- 2003: Hugo Knauer (1924–2008), deutscher Politiker (SPD)
- 2017: Carl-August Thomashoff[3]

## In Herdecke geborene Persönlichkeiten
- Friedrich Becker, 1922 im Stadtteil Ende geborener Goldschmied, Künstler und Hochschullehrer
- Felix Biermann, 1969 in Herdecke geborener Mittelalterarchäologe
- Bob Blume, 1982 in Herdecke geborener Lehrer, Autor, Blogger, Podcaster und Bildungsinfluencer
- Henning Borggräfe, 1981 in Herdecke geborener Historiker
- Sebastian Dullien, 1975 in Herdecke geborener Volkswirt
- Valerie Eickhoff, 1996 in Herdecke geborene Opernsängerin
- Stefan Evers, 1979 in Herdecke geborener Politiker (CDU)
- Sebastian Fiedler, 1973 in Herdecke geborener Kriminalhauptkommissar, Vorsitzender des Bundes deutscher Kriminalbeamter und Bundestagsabgeordneter
- Tobias Freimüller, 1973 in Herdecke geborener Historiker
- Bernhard Glose, 1982 in Herdecke geborener Schauspieler
- Hugo Güldner, 1866 in Herdecke geborener Motorenbauer und Technikpionier
- Jasper Günther, 1999 in Herdecke geborener Basketballspieler
- Elke Haltaufderheide, 1940 in Herdecke geborene Filmproduzentin und Schauspielerin
- Friedrich Harkort, in Herdecke beim Harkortschen Besitz Gut Schede beerdigter Unternehmer und Politiker des 19. Jahrhunderts
- Pablo Held, 1986 in Herdecke geborener Jazzmusiker
- Marian Heuser, 1984 in Herdecke geborener Slam-Poet, Autor und Moderator
- Lukas Hupfeld, 1991 in Herdecke geborener Schauspieler
- Antje Jackelén, 1955 in Herdecke geborene Erzbischöfin von Uppsala in Schweden
- Stella Kramer, 1989 in Herdecke geborene Handball-Nationalspielerin
- Thilo Krapp, 1975 in Herdecke geborener Kinderbuchautor, Illustrator und Comiczeichner
- Stephan Letter, 1978 in Herdecke geborener Serienmörder
- Fabian Lichottka, 1993 in Herdecke geborener Schauspieler
- Christian Malycha, 1978 in Herdecke geborener Kunsthistoriker
- Marian Meder, 1980 in Herdecke geborener Schauspieler
- Dorothea Kliche-Behnke, 1981 in Herdecke geborene Politikerin (SPD), Landtagsabgeordnete
- Lukas Klostermann, 1996 in Herdecke geborener Fußballspieler
- Matthias Mellinghaus, 1965 in Herdecke geborener Ruderer
- Meinrad Miltenberger, 1924 in Herdecke geborener Kanute
- Alisha Ossowski, 1995 in Herdecke geborene Volleyballspielerin
- Sascha Philipp, 1972 in Herdecke geborener Politiker (SPD), Landtagsabgeordneter
- Julia Philippi, 1980 in Herdecke geborene Schauspielerin
- Safira Robens, 1994 in Herdecke geborene Schauspielerin, Ensemblemitglied am Burgtheater
- Florian von Rosenberg, 1980 in Herdecke geborener Erziehungswissenschaftler
- Kim-Patrick Sabla-Dimitrov, 1977 in Herdecke geborener Sozialpädagoge
- Sina Schielke, 1981 in Herdecke geborene Leichtathletin
- Julia Schlecht, 1980 in Herdecke geborene Volleyballspielerin
- Kerstin Schulte Tockhaus, 1989 in Herdecke geborene deutsche Schauspielerin
- Max Schulze, 1977 in Herdecke geborener Maler
- Karl Wilhelm Specht, 1894 in Herdecke geborener Wehrmachtsgeneral
- Anna Vogel, 1981 in Herdecke geborene Fotografin und Künstlerin
- Wilhelm Volkhart, 1815 in Herdecke geborener Maler
- Johannes Zirner, 1979 in Herdecke geborener Schauspieler

## Bekannte Einwohner und Menschen mit Beziehungen zu Herdecke
- Roy Black, der in der Nähe von Augsburg geborene Schlagermusiker lebte längere Zeit in Herdecke
- Leonardo Dede, Fußballspieler
- Giovanni Federico, in Herdecke lebender Fußballspieler
- Walter Freitag, lange in Herdecke lebender und dort 1958 gestorbener Landrat des EN-Kreises, MdL, DGB-Vorsitzender
- Inge Habig, in Herdecke lebende deutsche Kunsthistorikerin und emeritierte Professorin, Frau des Druckereiunternehmers Heinrich Habig
- Jörg Hartmann, 1969 in Hagen geborener und in Herdecke aufgewachsener Theater- und Fernsehschauspieler
- Sebastian Hille, 1980 in Hagen geborener und in Herdecke aufgewachsener Ministerialbeamter
- Annette Humpe, 1950 in Hagen geborene und in Herdecke aufgewachsene Pop-Musikerin (Ideal, Ich + Ich)
- Inga Humpe, 1956 in einem Hagener Krankenhaus geborene, in Herdecke aufgewachsene Pop-Musikerin (DÖF, 2raumwohnung)
- Hans Jordan, Bankier und ehemaliger Besitzer von Haus Mallinckrodt
- Marina Kielmann, lange in Herdecke lebende Eiskunstläuferin
- Gerhard Kienle, 1983 in Herdecke gestorbener Mediziner und Gründer des Gemeinschaftskrankenhauses
- Jürgen Klopp, in Herdecke lebender Fußballtrainer
- Lukas Klostermann, bei RB Leipzig spielender Fußballer
- Hugo Knauer, Alt-Bürgermeister von Herdecke
- Michael Kohlmann, aus Herdecke stammender Tennisspieler
- Peter Krause, in Herdecke lebender Journalist und Buchautor
- Hank Levine, lange in Herdecke lebender Filmregisseur und Produzent, machte dort sein Abitur (1985) am Friedrich-Harkort Gymnasium
- Roswitha Lüder, in Herdecke lebende deutsche Malerin des Informel
- Robert Müser, Industrieller, Erbauer und Erstbesitzer von Haus Ende
- Philipp Nicolai, ev. Pfarrer in Herdecke im 16. Jahrhundert
- Otti Pfeiffer, in Wesel geborene, aber lange in Herdecke lebende und dort 2001 gestorbene (Kinderbuch-)Autorin
- Theodor Henrich Rahlenbeck, 1864 in Herdecke gestorbener „Fienenpastor von Herdecke“
- Reinhard Rauball, in Herdecke lebender Vereinspräsident von Borussia Dortmund
- Lars Ricken, in Herdecke lebender ehemaliger Fußballspieler von Borussia Dortmund
- Irmingard Schewe-Gerigk, in Herdecke lebende Politikerin, von 1994 bis 2009 Bundestagsabgeordnete
- Konrad Schily, in Bochum geborener Arzt und Politiker, Gründer und Präsident der Universität Witten/Herdecke (1982–1999 sowie 2002–2004)
- Marcel Schmelzer, Fußballspieler
- Wolfgang Tümpel, 1978 in Herdecke gestorbener Gestalter, Goldschmied und Hochschullehrer, der 1922–1924 am Bauhaus in Weimar studierte
- Albert Vögler, 1945 in Herdecke verstorbener Industrieller und ehemaliger Besitzer von Haus Ende
- Rudolf Vombek, lange in Herdecke lebender und dort 2008 gestorbener Maler des Informel und des Op-Art ähnlichen Konstruktivismus
- Friedelind Wagner, 1991 in Herdecke gestorbene Präsidentin der Internationalen Siegfried-Wagner-Gesellschaft
- Mark Warnecke, in Herdecke lebender Schwimm-Weltrekordler